# Sphaerostephanos angustibasis
Sphaerostephanos angustibasis är en kärrbräkenväxtart som beskrevs av Holtt. Sphaerostephanos angustibasis ingår i släktet Sphaerostephanos och familjen Thelypteridaceae. Inga underarter finns listade.